# كأس السوبر الإسباني 2000
كأس السوبر الإسباني 2000 بطولة كرة قدم إسبانية من مبارتين أقيمت يومَي 20 و27 أغسطس 2000 بين ديبورتيفو لاكورونيا، بطل الدوري الإسباني 2000–00
وإسبانيول بطل كأس ملك إسبانيا 2001–02.

## تفاصيل المباريات

### مباراة الذهاب
| ديبورتيفو لاكورونيا | 0-0   | إسبانيول |
| ------------------- | ----- | -------- |
|                     | تقرير |          |

| ديبورتيفو لاكورونيا | إسبانيول |

### مباراة الإياب
| إسبانيول | 2-0   | ديبورتيفو لاكورونيا        |
| -------- | ----- | -------------------------- |
|          | تقرير | جالمينيا 57' · تريستان 60' |

| إسبانيول | ديبورتيفو لاكورونيا |